# Ogończa zachodnia
Ogończa zachodnia (Bathytoshia centroura) – gatunek ryby chrzęstnoszkieletowej z rodziny ogończowatych (Dasyatidae). Rodzaj Bathytoshia był wcześniej uznawany za młodszy synonim Dasyatis.

## Występowanie
Zamieszkuje tropikalne i zwrotnikowe strefy zachodniego i wschodniego Atlantyku u wybrzeży Ameryki Północnej i Południowej, Meksyku (w 2018 roku jedna z samic została złowiona 32 km od portu w stanie Tabasco) oraz u wybrzeży Europy (m.in. w Anglii, na Wyspach Kanaryjskich i Maderze) w tym na niektórych obszarach Morza Śródziemnego, reszta wschodnich populacji odnosi się zwykle do pokrewnego gatunku, Bathytoshia lata.

## Morfologia
Jest to największy gatunek ogończy zamieszkujący Atlantyk. Osiąga maksymalnie 2,6 metra szerokości przy masie 300 kg. Samica większa od samca. Zdolność do rozrodu osiągają przy średnicy ciała 160 cm, samiec przy średnicy 140 cm. Bardzo podobna do Hypanus americanus (Dasyatis americana), można ją jedynie odróżnić po węższym fałdzie brzusznym, jest to jednak bardzo trudne do rozpoznania. Ogon z kolcem jadowym z licznymi guzkami. Samiec ma pterygopodium.

## Ekologia i zachowanie
Ten przydenny gatunek preferuje piaszczyste lub mulisto–piaszczyste obszary o głębokości 15-50 m, o temperaturze 15-22°C. Zimuje w południowo-zachodnich obszarach Ameryki płn. z dala od brzegu, by w czasie cieplejszych miesięcy powrócić do wód przybrzeżnych.
Gatunek drapieżny; odżywia się wodnymi bezkręgowcami (krabami) i innymi rybami.
Ryba jajożyworodna, wczesną zimą samica rodzi od 2 do 4 młodych, którymi się nie opiekuje.

## Znaczenie dla człowieka
Dostaje się i pustoszy fermy i hodowle krabów, stąd jest uważana przez rybaków za szkodnika. Ukłucie kolcem jadowym może być bolesne i powoduje miejscowy obrzęk. Nie ma większego znaczenia gospodarczego, choć jej płetwy są używane do produkcji mączki kostnej, a wątroba do produkcji tranu.

## Status
Międzynarodowa Unia Ochrony Przyrody uznaje ogończę zachodnią za gatunek narażony na wyginięcie (VU – vulnerable). Liczebność populacji nie jest znana, a jej trend uznaje się za spadkowy.